# Nová Ves (powiat Mielnik)
Nová Ves – gmina w Czechach, w powiecie Mielnik, w kraju środkowoczeskim. Według danych z dnia 1 stycznia 2013 liczyła 1 199 mieszkańców.